# Martinci
Pour les articles homonymes, voir Martinci (homonymie).
Martinci (en serbe cyrillique : Мартинци) est une localité de Serbie située dans la province autonome de Voïvodine et sur le territoire de la ville de Sremska Mitrovica, district de  Syrmie (Srem). Au recensement de 2011, elle comptait 3 070 habitants.
Martinci, officiellement classé parmi les villages de Serbie, est une communauté locale, c'est-à-dire une subdivision administrative, de la ville de Sremska Mitrovica.

## Géographie

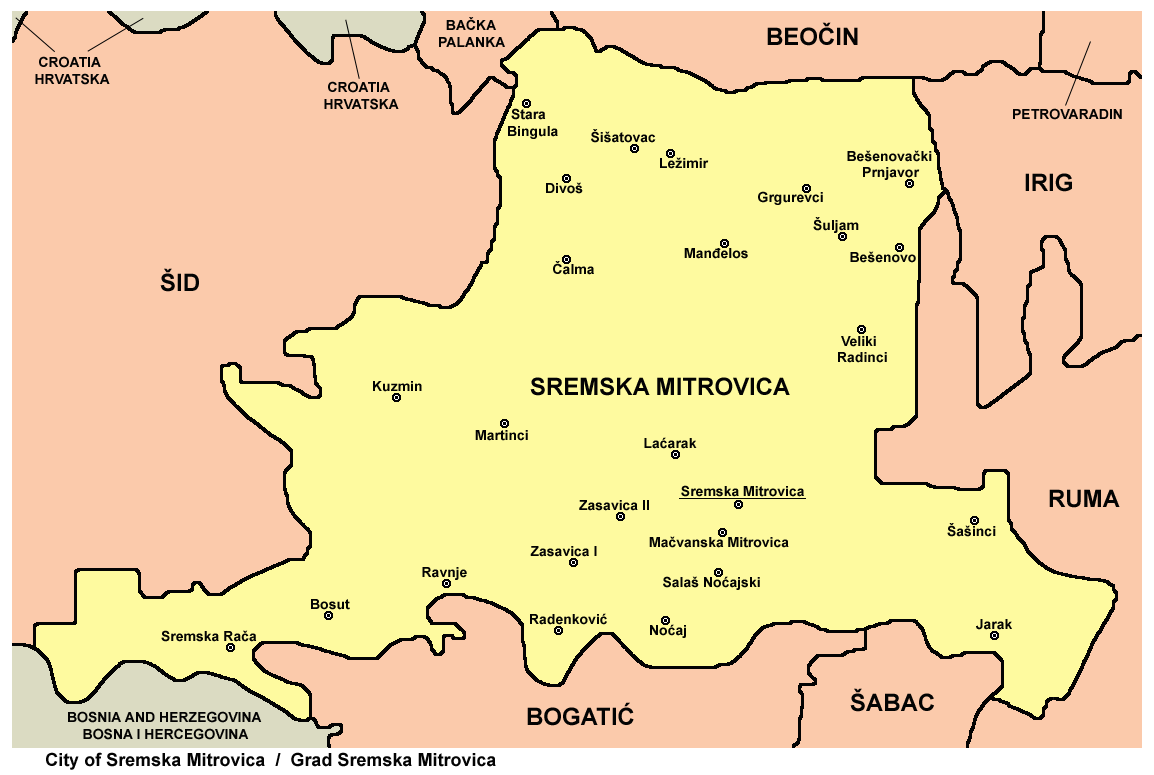
Localisation de Martinci dans la ville de Sremska Mitrovica

Martinci se trouve dans la région de Syrmie, à 14 kilomètres à l'ouest de Sremska Mitrovica. Le village s'étend sur 66,7 km2, ce qui en fait le plus vaste de la Ville de Sremska Mitrovica ; il est entouré par les territoires de Kuzmin et de Bosut à l'ouest, par celui de Čalma au nord et celui de Laćarak à l'est ; au sud, il est bordé par la rivière de la Save.
Sur le plan géologique, le territoire du village est constitué d'argile et de lœss au nord et de dépôts alluviaux (argile et sable) au sud.

## Histoire
Martinci est l'une des localités les plus anciennes de Voïvodine. À l'époque romaine, elle portait le nom de Budalia et était située dans la province de Pannonie inférieure ; l'empereur Trajan Dèce y est né vers 201.
Le village actuel est mentionné pour la première fois en 1445. Il fut conquis par les Ottomans au début du XVIe siècle puis par les Autrichiens qui le mentionnent en 1734.

## Démographie

### Évolution historique de la population
| 1948  | 1953  | 1961  | 1971  | 1981  | 1991  | 2002  | 2011  |
| ----- | ----- | ----- | ----- | ----- | ----- | ----- | ----- |
| 4 146 | 4 136 | 4 396 | 4 003 | 3 975 | 3 663 | 3 639 | 3 070 |

|  |

### Données de 2002
Pyramide des âges (2002)
En 2002, l'âge moyen de la population était de 39,4 ans pour les hommes et 42,9 ans pour les femmes.
Répartition de la population par nationalités (2002)
En 2002, les Serbes représentaient 94,5 % de la population.

### Données de 2011
En 2011, l'âge moyen de la population était de 43,3 ans, 41,7 ans pour les hommes et 45,1 ans pour les femmes.

## Économie
La plupart des habitants de Martinci travaillent dans l'agriculture. Le village dispode de 5 543,5 ha de terres arables, soit 83,1 % de sa superficie. Le plus grand propriété terrien du secteur est la société agroalimentaire Mitrosrem, dont le siège est à Sremska Mitrovica. Le village possède également un moulin,.

## Vie locale

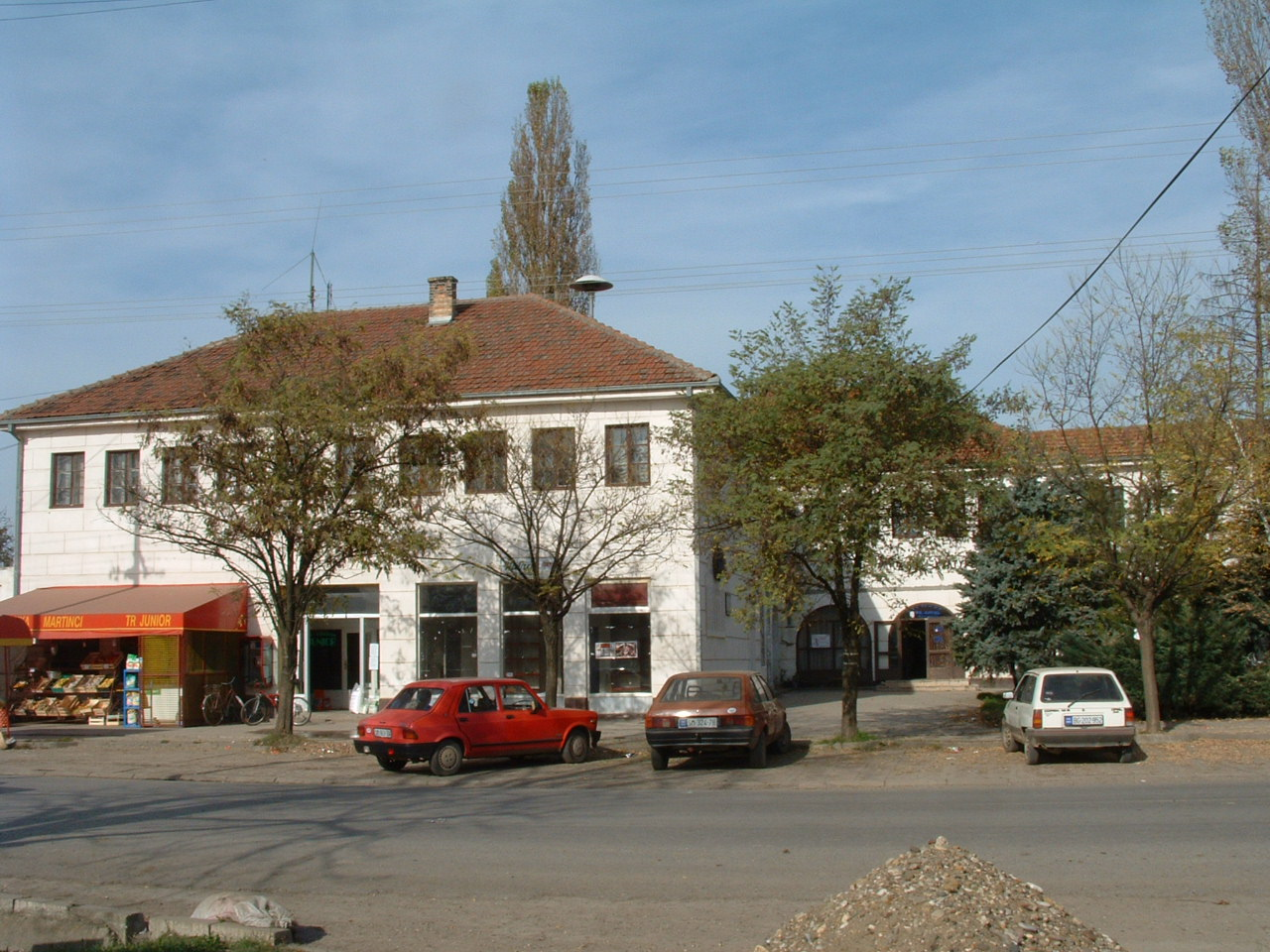
Le centre culturel de Martinci

Martinci abrite une école élémentaire (en serbe : osnovna škola), l'école Jovan Jovanović Zmaj, dont l'origine remonte à 1730 ; elle fonctionne dans sa structure actuelle depuis 1966.
Le village possède également un centre culturel, un centre médical et quelques magasins.

## Tourisme
L'église Saint-Nicolas de Martinci a été construite dans la seconde moitié du XVIIIe siècle ; elle est inscrite sur la liste des monuments culturels de grande importance de la république de Serbie.

## Transport
Martinci est situé sur la route régionale R-103 qui conduit de Kuzmin à Voganj en passant par Sremska Mitrovica ; la localité est bordée par l'autoroute Belgrade-Zagreb (route européenne E70). Elle se trouve également sur la voie de chemin de fer Belgrade-Šid.